# Artaix

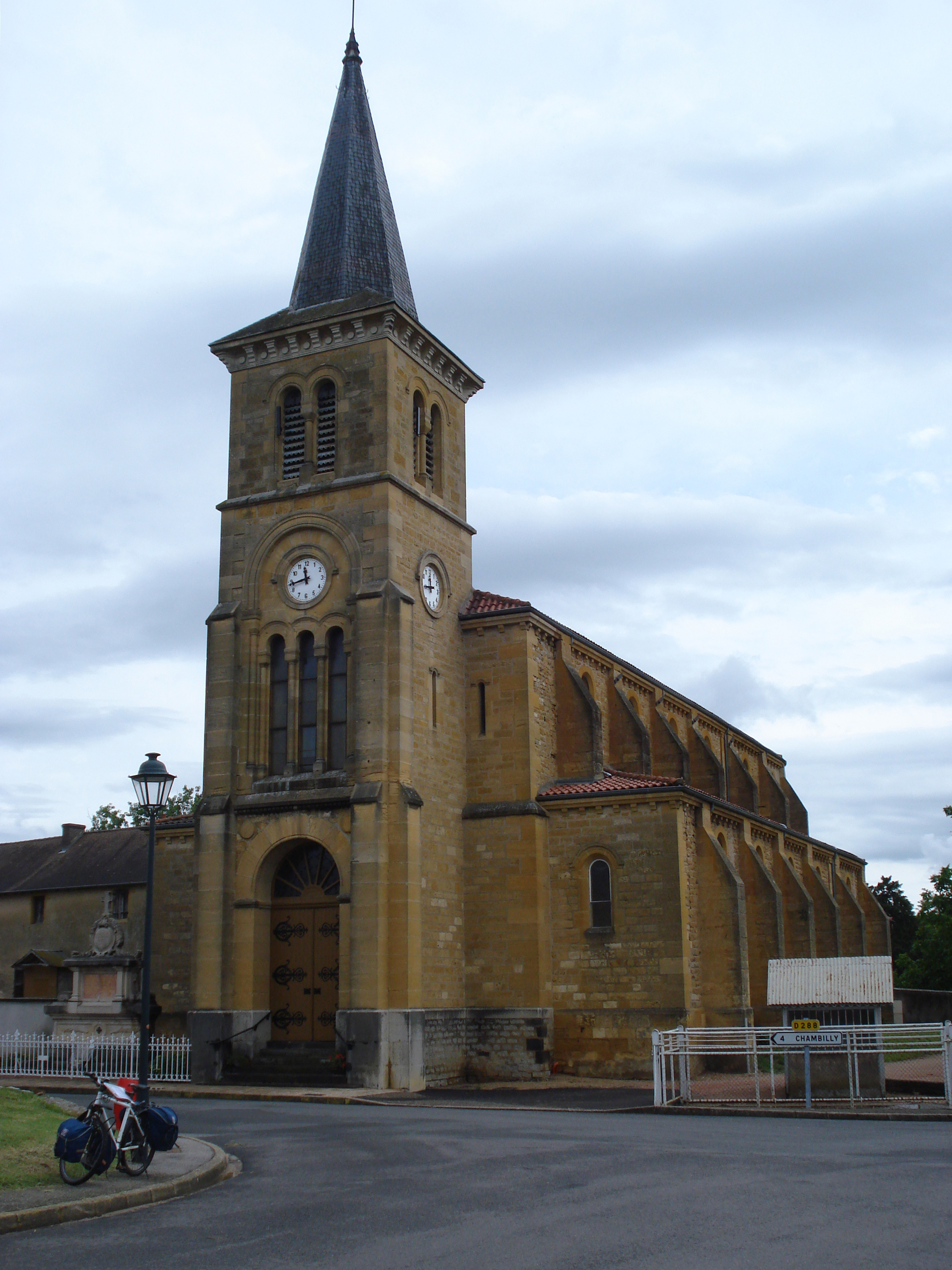
Kerk

Artaix is een gemeente in het Franse departement Saône-et-Loire (regio Bourgogne-Franche-Comté) en telt 336 inwoners (1999). De plaats maakt deel uit van het arrondissement Charolles.

## Geografie
De oppervlakte van Artaix bedraagt 22,0 km², de bevolkingsdichtheid is 15,3 inwoners per km².
De onderstaande kaart toont de ligging van Artaix met de belangrijkste infrastructuur en aangrenzende gemeenten.

## Demografie
Onderstaande figuur toont het verloop van het inwonertal (bron: INSEE-tellingen).